# محمد باجدوب
محمد باجدوب (ولد بآسفي سنة 1945) منشد مغربي يعد من أهم أصوات الطرب الأندلسي في العالم العربي.

## حياته
ولد محمد باجدوب بمدينة آسفي وسط المغرب سنة 1945. أبدى الطفل محمد اهتماما واضحا بالموسيقى التراثية، الأندلسية منها على الخصوص، في سن مبكرة. تلقى أسس الإنشاد الديني في مطلع الستينات على يد مشايخ أمثال سيدي سعيد القادري بسلا ومحمد التبايك بمراكش سنة 1963. نهل أصوله من جلسات فن المديح والسماع في بعض الزوايا والأضرحة الشهيرة، على رأسها الزاوية الدرقاوية على يد الشيخ الفداوش. تتلمذ في فاس على يد عدد من أقطاب الموسيقى الأندلسية على رأسهم شيخه وأستاذه الحاج عبد الكريم الرايس، الذي ضمه سنة 1968 منشدا للجوق الوطني للموسيقى الأندلسية (جوق البريهي) قبل أن يعود لمدينته آسفي ليؤسس عدة أجواق لموسيقى الآلة.

## أعماله
يزخر الربرتوار الفني للحاج محمد باجدوب بعشرات الأعمال الفنية من أهمها «يا شمس العشية»، «ما أرسل الرحمن»، «آه يسلطاني»، «عيني لغير جمالكم» وعدد كبير من الأعمال الأخرى التي راكمها خلال 50 سنة من العطاء في المجال الفني.

## كتب حوله
كتب الباحث المغربي كريدية إبراهيم كتابا حول حياة وأعمال محمد باجدوب، بعنوان: الحاج محمد باجدوب الآسفي: سلطان الطرب المغربي الأصيل.